# Treskavica
Treskavica est une montagne du centre de la Bosnie-Herzégovine au sud de la ville de Sarajevo. Elle culmine à 2 088 mètres ce qui en fait la plus haute montagne de la région de Sarajevo. Par temps clair, on peut apercevoir de son sommet la mer Adriatique et le Monténégro.